# Ilex walkeri
Ilex walkeri är en järneksväxtart som beskrevs av Robert Wight, Amp; Gardn. och Thw. Ilex walkeri ingår i släktet järnekar, och familjen järneksväxter. Inga underarter finns listade i Catalogue of Life.